# Igor Țîgîrlaș
Igor Țîgîrlaș est un footballeur international moldave né le 24 février 1984 à Chișinău, il évolue actuellement avec le CSF Spartanii Selemet, club de deuxième division moldave.

## Carrière

### En club
- 2005-2006 : Metalist Kharkiv  Ukraine
- 2005-2007 : FC Kharkiv  Ukraine
- 2007 : Zimbru Chișinău  Moldavie
- 2007-2010 : FK Ventspils  Lettonie
- 2010-2011 : Metalurh Zaporizhya  Ukraine
- 2011-2012 : Tchernomorets Odessa  Ukraine
  - mars 2012-août 2012 : FK Ventspils  Lettonie (prêt)
- août 2012-2012 : FK Gomel  Biélorussie
- 2013 : FC Astana  Kazakhstan
- 2015-2017 : Zaria Bălți  Moldavie
- 2018 : Zimbru Chișinău  Moldavie
- 2019 : ACS Poli Timișoara  Moldavie
  - 2019 : FC Romania  Angleterre
- 2020 : CSF Spartanii Selemet  Moldavie

## Palmarès
- FK Ventspils
  - Champion de Lettonie : 2007, 2008